# Jolanta Torzecka
Jolanta Dorota Torzecka – polska dermatolog, dr hab. nauk medycznych, adiunkt Katedry Dermatologii i Wenerologii Wydziału Lekarskiego Uniwersytetu Medycznego w Łodzi.

## Życiorys
Obroniła pracę doktorską, 13 marca 2005 habilitowała się na podstawie pracy zatytułowanej Pęcherzyca w świetle badań immunologicznych i genetycznych. Objęła funkcję adiunkta w Katedrze Dermatologii i Wenerologii na Wydziale Lekarskim Uniwersytetu Medycznego w Łodzi.